# Pjotr Wassiljewitsch Jakobson
Pjotr Wassiljewitsch Jakobson (russisch Пётр Васильевич Якобсон; * 1890 in Krasnojarsk; † 1973) war ein russisch-sowjetischer Eisenbahningenieur und Hochschullehrer.

## Leben
Jakobson studierte am Polytechnischen Institut St. Petersburg mit Abschluss 1914. Während des Ersten Weltkriegs arbeitete er in einem Petrograder Maschinenbau-Werk.
Nach der Oktoberrevolution wurde Jakobson Mitarbeiter des Volkskommissariats für Verkehrswege (NKPS). Ab 1921 arbeitete er als Mitglied der von Juri Lomonossow geleiteten Russischen Eisenbahn-Mission in Deutschland und Schweden.
Jakobson wurde 1925 Chefingenieur der Diesellokomotiven-Basis im Moskauer Stadtteil Ljublino. Gleichzeitig war er Dozent am Moskauer Institut für Ingenieure des Transportwesens (MIIT).
1932 kehrte Jakobson ins NKPS zurück. Nach dem Deutsch-Sowjetischen Krieg arbeitete er in der Zentralen Diesellokomotiven-Abteilung. 1951 wurde er Chefingenieur dieser Abteilung des nun Ministeriums für Verkehrswege (MPS). Ab 1954 war er wissenschaftlicher Mitarbeiter des Allrussischen Forschungsinstituts für Transportwesen. 1966 wurde er pensioniert.
Jakobson war an den Entwicklungen und der Produktion der dieselelektrischen Diesellokomotiven TE1, TE2 und TE3 beteiligt. Er war Kandidat der technischen Wissenschaften.

## Ehrungen, Preise
- Stalinpreis II. Klasse (1952) für die Konstruktion und Serienproduktion der TE2[1]
- Orden des Roten Banners der Arbeit
- Ehreneisenbahner